# Маткаримов, Мадамин Маткаримович
Мадамин Маткаримович Маткаримов (1918, Хорезмская область — 24 марта 1986, Хива, Хорезмская область) — советский хозяйственный, государственный и политический деятель, Герой Социалистического Труда.

## Биография
Родился в 1918 году в Хорезмской области. Член КПСС с 1951 года.
С 1939 года — на хозяйственной, общественной и политической работе. В 1939—1985 гг. — участковый агроном, старший агроном машинно-тракторной станции, главный агроном районного отдела сельского хозяйства, директор Янги-Арыкской МТС, первый секретарь Багатского, Янгиарыкского райкомов КП Узбекистана, первый секретарь Хивинского райкома КП Узбекистана.
Указом Президиума Верховного Совета СССР от 1 марта 1965 года присвоено звание Героя Социалистического Труда с вручением ордена Ленина и золотой медали «Серп и Молот».
Избирался депутатом Верховного Совета СССР 8-го и 9-го созывов, Верховного Совета Узбекской ССР 10-го созыва.
Умер 24 марта 1986 г. Жил в городе Хива.